# إسكندر باشا ميخائيل أوغلي
إسكندر باشا ميخائيل أوغلي هو سياسي عثماني شغل منصب والي في الدولة العثمانية.

## مناصبه
تولى المناصب التالية:
- سنجق بك سنجق البوسنة (1478–1480).
- سنجق بك سنجق البوسنة (1485–1491).
- سنجق بك سنجق البوسنة (1499–1504).